# Анібаль Чала
Анібаль Ернан Чала Айові (ісп. Aníbal Hernán Chalá Ayoví, нар. 9 травня 1996, Міра, Еквадор) — еквадорський футболіст, фланговий захисник мексиканського клубу «Атлас» та національної збірної Еквадору.

## Ігрова кар'єра

### Клубна
Анібаль Чала є вихованцем еквадорського клубу «Депортіво Ель Насьйональ», де він грав з молодіжного рівня. У липні 2013 року футболіст дебютував в основі у чемпіонаті Еквадору.
На початку 2017 року футболіст перейшов до клубу МЛС «Даллас». Але у турнірі за основну команду чала не зіграв жодного матчу і вже в липні того року повернувся до Еквадору - в оренду у клуб «ЛДУ Кіто». Після завершення терміну оренли Чала підписав з клубом контракт на повноцінній основі.
Сезон 2019/20 футболіст розпочав у складі мексиканського клубу «Толука». Провів повністю сезон, а перед початком наступного сезону був відданий в оренду у французький «Діжон». У чемпіонаті Франції футболіст провів 13 поєдинків і повернувся до «Толуки». Але не став продовжувати з клубом контракт, а перед початком сезону 2021/22 приєднався до іншого клубу з Мексики - «Атлас» з міста Гвадалахара.

### Збірна
У 2015 році Анібаль Чала брав участь у молодіжному чемпіонаті Південної Америки, що проходив в Уругваї.
У жовтні 2018 року Чала дебютував у складі національної збірної Еквадору.

## Титули
ЛДУ Кіто
 Чемпіон Еквадору: 2018
Атлас
- Прімера Дивізіон (Мексика): Апертура 2021, Клаусура 2022
- Чемпіон чемпіонів: 2022